# Agrício de Tréveris
São Agrício, Agrício de Tréveris ou Agrício de Trier (c. 260 - c. 335) foi o primeiro bispo de Tréveris (Trier) documentado historicamente.

## Contexto
Desde a reorganização das divisões do império por Diocleciano, Augusta dos Tréveros, atual Tréveris, era a capital de Bélgica Prima, a principal cidade da Gália, e frequentemente a residência dos imperadores. Havia cristãos entre sua população já no segundo século, e provavelmente já no terceiro século havia um bispo em Tréveris, que é a mais antiga sé episcopal da Alemanha. O primeiro bispo claramente autenticado é Agrício, que participou do Concílio de Arles de 314.

## História
Pouco mais se sabe sobre Agrício. Existem histórias sobre ele, mas estas são baseadas em parte na dúbia Vita Helenae de Altmann, de cerca de 850.
Agrício nasceu por volta do ano 260, na Síria.
Uma tradição do século XI afirma que ele havia sido um sacerdote de Antioquia e que foi transferido para a Sé de Tréveris pelo Papa Silvestre I a pedido da Imperatriz Helena. Esteve presente no Concílio de Arles em 314, onde assinou os atos imediatamente após o bispo presidente daquela diocese. Isso indicava que, pelo menos no século IV, Tréveris reivindicou a primazia da Gália e da Alemanha, uma reivindicação reforçada por seu sucessor São Maximino. Esta história parece ter se desenvolvido a fim de promover a primazia de Tréveris sobre outras sedes na Gália e na Alemanha. "São Agrício trabalhou zelosamente e com sucesso durante vinte anos na conversão da Gália e da Alemanha Ocidental".
A tradição medieval remonta ao tempo de Agrício com a construção da primeira catedral de Tréveris, que se diz ter sido construída sobre o palácio da Imperatriz Helena, que ela cedeu para esse fim.
A tradição medieval remonta ao tempo de Agrício com a construção da primeira catedral de Tréveris, que se diz ter sido construída sobre o palácio da Imperatriz Helena, que ela cedeu para esse fim.
Santo Atanásio, exilado a Tréveris em 335 ou 336, fala do grande número de fiéis que ali encontrou e do número de igrejas em construção. As famosas relíquias de Tréveris, como o Prego da Vera Cruz e o corpo do Apóstolo Matias, são todos levados para lá por Agrício.